# Бальтцер, Армин
Армин Рихард Бальтцер (нем. Armin Baltzer; 16 января 1842, Цвохау, Северная Саксония — 5 ноября 1913, Хильтерфинген) — швейцарский геолог немецкого происхождения.

## Биография
Отец Армина Бальтцера Фридрих (1801—1885) был пастором в Цвохау и в 1855 году по религиозным и политическим причинам эмигрировал с семьей в Швейцарию, где после долгих лет жизни в разных местах поселился в Цюрихе. С 1860 по 1863 год Армин Бальтцер изучал естественные науки в Цюрихском университете и Швейцарской высшей технической школе Цюриха. Среди его преподавателей были геолог Арнольд Эшер фон дер Линт, минералог Густав Адольф Кеннготт и химик Йоханнес Вислиценус. В 1863 году Бальтцер перешел в Боннский университет, где в 1864 году получил докторскую степень, защитив диссертацию по зоологии под руководством Франца Германа Трошеля. Затем он работал научным ассистентом в Институте химии Цюрихского университета.
В 1869 году Бальтцер был назначен профессором химии, минералогии и геологии, а с 1879 по 1882 год — ректором промышленного отделения Цюрихской кантональной школы, где проработал до 1884 года. Одним из самых известных его учеников в это время был Альберт Гейм. В это время он также совершал многочисленные геологические экскурсии вместе с Эшером фон дер Линтом. В 1873 году он получил хабилитацию в Цюрихском университете и Техническом университете, а в 1884 году был назначен профессором минералогии и геологии в Бернском университете, где также занимал должность декана Института минералогии и геологии с 1888 по 1889 год.
Армин Бальтцер был натурализован в Цюрихе в 1880 году. Его сын Фриц Бальтцер был зоологом, биологом и генетиком.

### Достижения
Его работа была сосредоточена на центральных альпийских гранитных массивах, особенно на массиве Аар. Он признал тектоническую природу контакта между известняком и гнейсом и разработал теорию «одеяла» Альп. Занимался изучением ледниковых отложений на Швейцарском плато и на южной стороне Альп, уделяя особое внимание отложениям ледников Ааре и Роны, Глерниша и Бернских Альп. Также проводил исследования в области вулканологии.
Опубликовал работы о развитии минералого-геологического института Бернского университета и был редактором геологического путеводителя по Бернскому Оберланду.

### Членство и награды
- Член-корреспондент Геологической службы Вены
- Член Академии естественных наук Филадельфии
- Почётный член Геологического общества Лондона
- Член Леопольдины (с 1888 года)[4]